# Legio IIII Scythica
La Legio IIII Scythica (litt : la quatrième légion scythe), fut une légion romaine levée peu après 42 av. J.-C. par Marc Antoine en vue d’une campagne contre les Parthes 40 -38 av. J.-C. Après la victoire d’Octave, celui-ci envoya la légion en Mésie combattre les Bastarnes. Vers le milieu du IVe siècle, elle fut transférée plus à l’est et cantonnée pour plus de deux cents ans à Zeugma, en Syrie romaine, d’où elle prit part à la répression des révoltes juives d’Antioche (66 apr. J.-C.) et de Judée (132-136).
Zeugma étant située à la frontière des empires romain et parthe, la légion prit part aux campagnes de Trajan (114-117), de Lucius Verus (161-166) et du futur empereur Septime Sévère (181-183) contre les Parthes, campagnes qui se terminèrent à deux reprises par la capture et le sac de la capitale parthe, Ctésiphon.
En 219, le commandant de la légion, Gellius Maximus, se révolta contre l’empereur Héliogabale. En 252, la garnison de Zeugma fut anéantie par Shapour Ier, roi des Sassanides, successeurs des Parthes. Toutefois, une partie de la légion demeura à Zeugma jusqu’en 254. Par la suite, il semble qu’une partie de la légion ait été transférée à Oresa, alors que le reste fut dispersé dans différentes garnisons de la région. Selon la Notitia Dignitatum, un document datant d’approximativement 400, la légion y était toujours stationnée à l’époque de la rédaction.
Le symbole de la légion était un capricorne.

## Histoire de la légion

### Création

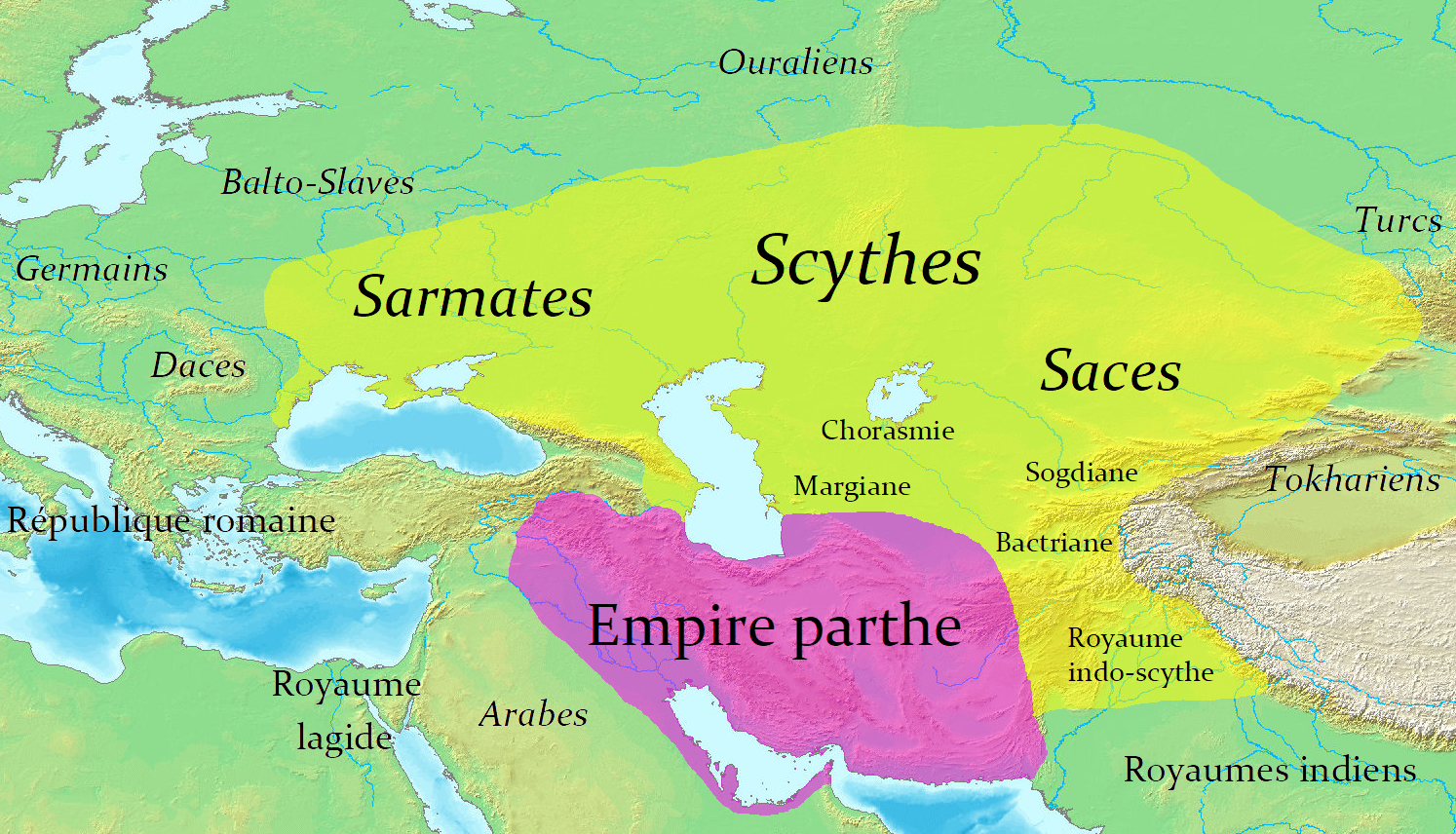
Les Scythes et les Parthes vers 100 av. J.-C.

La Legio IIII Scythica fut vraisemblablement levée peu après 42 av. J.-C.  par Marc Antoine en vue de son expédition contre les Parthes (36 av. J.-C.) ce qui expliquerait qu’elle soit aussi connue sous le nom de Legio IIII Parthica. Toutefois, son surnom (cognomen) indiquerait plutôt qu’elle eut à combattre les  Scythes,  ensemble de peuples nomades  indo-européens qui s’aventuraient  occasionnellement au sud et tentaient de franchir le limes.
Après la bataille d’Actium (31 av. J.-C.) et le suicide de Marc Antoine (30 av. J.-C.), la légion fut reprise par Octave qui semble l’avoir reconstituée comme semble l'indiquer le fait qu’elle ait le capricorne comme emblème, emblème favori d’Octave ; son surnom de « Scythica » pourrait dater de cette époque ,.

### Sous la dynastie des Julio-claudiens

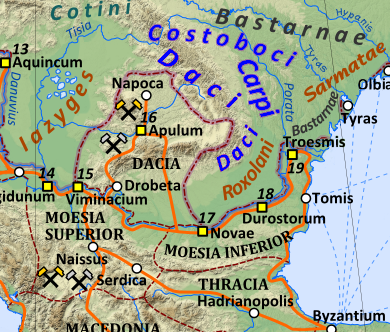
Mésie supérieure et Dacie en 125 apr. J.-C.

Octave, devenu Auguste, transféra la légion en Mésie, sur le bas-Danube à Viminacium (Kostolac en Serbie). De 29 à 27 av. J.-C., la légion sous les ordres du proconsul Marcus Licinius Crassus  eut à combattre les Bastarnes, confédération de peuples celto-germains établis au nord de la Mésie, dans le delta du Danube. Le terme « Scythes » était à l’époque utilisé pour décrire l’ensemble des peuples dits barbares du sud-est de l’Europe, qui s’aventuraient à l’occasion vers le sud, tentant de franchir le Danube ; il est donc possible que le surnom de Scythica puisse aussi dater de cette époque.
De 6 à 9 apr. J.-C., la Legio IIII Scythica fut l’une des quinze légions composant l’armée de Tibère (le futur empereur), soit la moitié du potentiel militaire romain de l’époque mobilisé en vue d’une imposante campagne contre les Illyriens et les Pannoniens du Moyen-Danube. En 6 apr. J.-C., le gouverneur de la province de Mésie, Aulus Caecina Severus, combattit avec succès les Breuques, mais dut retourner en Mésie menacée par une invasion des Daces et des Sarmates. L’année suivante il évita de justesse d’être vaincu à la tête de cinq légions et fut vivement critiqué pour son manque de qualités militaires,,. La légion opérait généralement de conserve avec la Legio V Macedonica avec laquelle elle servait d’armée d’occupation en Mésie. Parmi les légionnaires servant dans l’une ou l’autre légion se trouvait un tribun militaire du nom de Titus Flavius Vespasianus qui sera connu par la suite comme l’empereur Vespasien.
Outre ses tâches de police, la légion, comme c’était souvent le cas , fut chargée de la construction et l’entretien des routes nécessaires au développement de la nouvelle Province. C’est ainsi qu’en 33/34, les deux légions construisirent une route longeant le Danube . Des unités étaient également stationnées à Scupi (Skopje) et Naissus (Niš) .
Vers le milieu du Ier siècle, soit sous Tibère (r. 14-37), Claude (r. 41-54) ou même sous Néron (r. 54-68) vers 57/58, la légion fut transférée plus à l’est. Elle devait d’abord servir de garnison dans la ville de Kyrrhos avant d’être postée pour les deux cents prochaines années à Zeugma (aujourd’hui en Turquie près de la frontière syrienne) sur l’Euphrate, agglomération formée d’Apamée (rive droite) et de Séleucie (rive gauche), toutes deux protégeant  la route de la soie, entre la Chine et Antioche.
Lorsque Cnaeus Domitius Corbulo, gouverneur de la province d’Asie, lança en 55 une attaque sur le royaume vassal d’Arménie, il est probable que la Legio IIII Scythica demeura en Syrie. Utilisant les légions III Gallica, VI Ferrata et X Fretensis, Corbulo conquit les capitales arméniennes d’Artaxata (aujourd’hui Yerevan) en 58 et Tigranocerta en 59 avant de mettre sur le trône un allié de Rome, Tigranes. Toutefois, les Arméniens répondirent en renversant celui-ci et en mettant sur le trône le frère cadet de leur ancien roi, Vologèse, Tiridates.
Utilisant la légion IIII Scythica et la légion XII Fulminata, le gouverneur de Cappadoce, Lucius Caesennius Paetus, conduisit une contre-attaque. Après quelques modestes succès, les forces de Vologèse renversèrent les avant-postes romains et assiégèrent la forteresse romaine de Rhandeia : Paetus fut contraint de capituler durant l’hiver 62/63 et dut se retirer hors d’Arménie après avoir conclu une trêve aux conditions humiliantes,. Par la suite, Corbulon parvint à rétablir la situation et força Tiridates à recevoir une deuxième fois sa couronne, cette fois des mains de Néron à Rome.  Cependant, on ne permit pas aux deux légions en disgrâce de prendre part à cette dernière opération.
En 66, le gouverneur de Syrie, Caius Cestius Gallus, entreprit avec la Legio XII Fulminata, des unités des légions VI Ferrata et IIII Scythica, de même que de nombreuses troupes auxiliaires, de mettre fin à une révolte des Juifs d’Antioche. Certains quartiers de la ville furent incendiés et leurs habitants durent fuir. Le légat de la XII Fulminata, Caesennius Gallus se dirigea ensuite vers Jérusalem, mais fut battu devant le Temple et perdit plus de cinq mille fantassins et presque quatre cents cavaliers au cours de la retraite qui s’ensuivit, évènement qui initie la Première guerre judéo-romaine.
Vers la fin des années 60, la Legio IIII Scythica constituait pratiquement la seule force romaine présente en Syrie : de 67 à 69, les légions X Fretensis et XII Fulminata étaient occupées à réprimer la révolte juive, la Legio III Gallica fut envoyée en 67 et 68 sur le Danube inférieur pour y maintenir l’ordre pendant que la Legio VI Ferrata marchait sur Rome pendant la guerre civile. Le légat de la Legio IIII Scythica, Pompeius Collega, dut assumer pendant un certain temps la fonction de gouverneur de Syrie, pendant que le Tribunus laticlavius Caius Petillus Firmus le remplaçait comme commandant de la légion.

### Sous la dynastie flavienne
Au cours de la guerre civile qui suivit le suicide de Néron en 69, la Legio IIII Scytia se rangea du côté de son ancien tribun, Vespasien, mais ne fut pas utilisée en raison des échecs subis aux côtés de la Legio XII Fulminata dans la répression de la révolte juive en 66 et de sa piètre réputation militaire . Toutefois, l’année suivante, en 70, on l’envoya mettre fin à un pogrom à Antioche .
Vers 75, des unités des légions XVI Flavia Firma, IIII Scythica, III Gallica et VI Ferrata furent utilisées pour construire des canaux et ponts près d’Antioche, .

### Sous la dynastie des Antonins
Au début du printemps  114, Trajan quitta Antioche à la tête d’une armée de huit légions dont la IIII Scythica et de nombreuses troupes auxiliaires en provenance d’autres légions . Après avoir envahi l’Arménie, Trajan se dirigea vers  Artaxata. La Legio IIII Scythica participa à ce siège et y éleva un monument en l’honneur de Trajan.
Entre 132 et 135, la révolte des Juifs reprit de plus belle en Judée, conduite cette fois par le leader nationaliste Simon Bar Kokhba. Selon l'historien Jona Lendering , des unités de la IIII Scythica auraient pris part à la répression de la révolte ; toutefois, selon l'historien Axel Gebhardt, il n’y aurait aucune preuve d’une telle participation.
Vers l’an 149, des unités de la Legio IIII Scythica et de la Legio XVI Flavia Firma participèrent à la construction d’un canal dans la région de Séleucie de Piérie. Une autre unité fut stationnée au cours du IIe siècle près du pont d’Enesch sur l’Euphrate. Diverses inscriptions attestent de la présence de la légion dans le nord de la province de Syrie au cours de cette période sans qu’il soit possible de déterminer la date de leur présence ou leur itinéraire.
Zeugma - où était stationnée la légion - étant située à la frontière entre les empires romain et parthe, il est certain que la Legio IIII Scythica prit part non seulement aux campagnes de Trajan déjà mentionnées, mais aussi à celle de Lucius Verus de 161 à 166 qui culmina par la prise et le sac de la capitale, Ctésiphon, alors que Septime Sévère (r. 193-211) commandait la légion.
C'est probablement à la Legio IIII Scythica qu'il faut attribuer la construction du pont de pierre à quatre ou cinq arches, bâti en opus quadratum, qui traversait le Karasu (branche nord du haut Euphrate) à une centaine de km au nord de Birecik car des fragments de tuiles portant le sceau de cette légion ont été trouvés sur le site lors des fouilles de 1972-1973. Le pont du Singas (l'actuel Göksu) et celui du Chabinas (Cendere Köprusu) sont d'un style assez proche.

### Sous la dynastie des Sévères
Après avoir commandé la IIII Scythica de 181 à 183, Septime Sévère  accéda au consulat en 190 puis obtient l'année suivante le poste de légat d'Auguste comme propréteur de Pannonie supérieure. C’est là qu’il apprit l’assassinat des empereurs Commode et Pertinax. Il fut acclamé empereur par les légions de Pannonie et de Germanie. Le 9 juin 193, ses troupes entrèrent à Rome, mais Pescennius Niger, légat de Syrie, avec l'appui de l'Égypte et de divers souverains parthes, refusa de reconnaitre celui-ci. Ce fut le prélude à une nouvelle guerre contre les Parthes, cette fois sous la direction de Septime Sévère.  La IIII Scythica prit part à cette nouvelle campagne qui vit l’empereur envahir d’abord la Mésopotamie en 197 avant de marcher  une nouvelle fois le long de l'Euphrate et de reprendre les deux capitales parthes, Ctésiphon et Séleucie,. Après sa victoire, Septime Sévère divisa la province de Syrie en deux : la Syrie-Cœlé au nord, avec Antioche pour capitale, et la Syrie-Phénicie au sud, avec Tyr ou Émèse comme capitale ;  la IIII Scythica se vit attribuer la Syrie-Coelé où, en 197, un détachement de la légion construisit la fortification de Eski Hisar en Osroène.

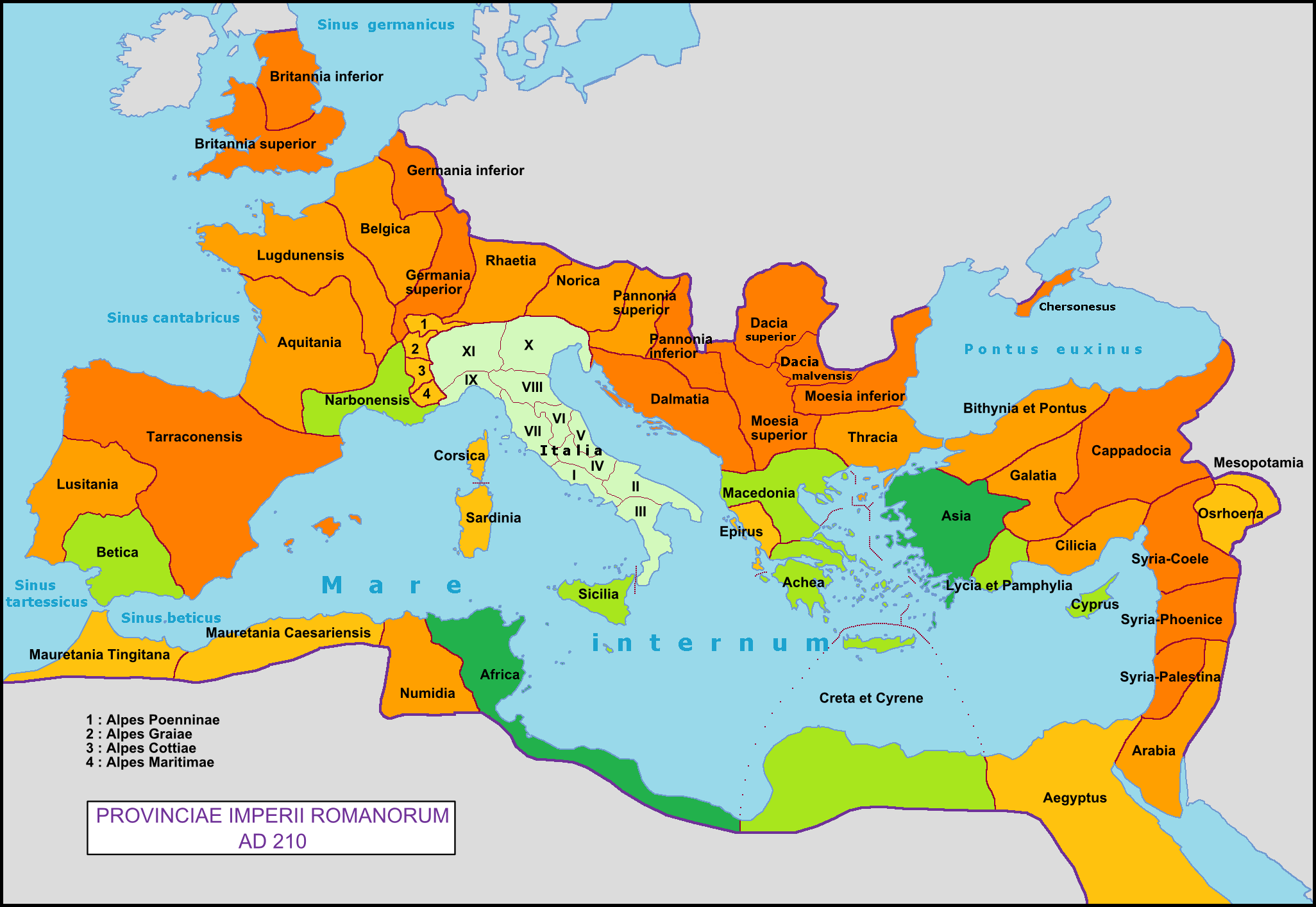
Les provinces romaines en 210.

La légion devait poursuivre ses travaux de construction dans les années suivantes avec de nombreux ponts . Une unité de la légion en compagnie de légionnaires de la XVI Flavia Firma sous le commandement conjoint du centurion Antonius Valentinus fut stationnée à Dura Europos, cité à la frontière entre les empires parthe et romain sur la rive droite de l’Euphrate (aujourd’hui en Syrie) où elles édifièrent un monument en l’honneur de Mithra. Elle y construisit également, cette fois avec des légionnaires de la légion III Cyrenica un amphithéâtre vers 216.
Sous Caracalla (r. 211-217), la légion reçut le surnom de Antoniniana,. En 219, le commandant de la légion, Gellius Maximus, tenta d’usurper le trône, mais fut rapidement défait par Héliogabale (aussi nommé Élagabal, r. 218-222) élevé au trône après l’assassinat de Caracalla. Après quoi, la légion disparait des sources ; il semble que la tentative de Gellius Maximus lui ait valu ainsi qu’à la légion la damnatio memoriae, sanction décrétée par le Sénat de Rome et en vertu de laquelle toute mention d’un individu était effacée des monuments publics, son nom rayé des  inscriptions et ses statues renversées ; il est certain toutefois que la légion continua d’exister.

### Dans l’Antiquité tardive

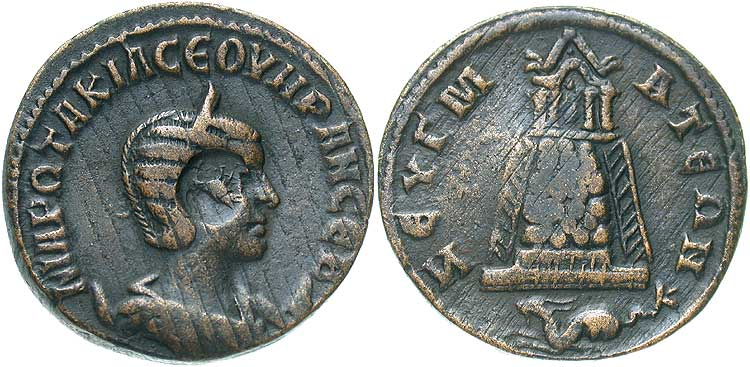
Monnaie frappée sous Philippe l’Arabe portant au recto l’effigie de son épouse et au verso un capricorne surmonté d’un temple de la ville-garnison de Zeugma.

La garnison de Zeugma fut littéralement détruite en 252 par les successeurs des Parthes, les Sassanides, lesquels sous la conduite de Shapour Ier (r. 240-272) avaient lancé une série de campagnes contre les Romains, envahissant d’abord la Mésopotamie, avant de battre ceux-ci avec l’aide des Arméniens lors de la bataille de Barbalissos sur l'Euphrate (aujourd'hui Bâlis, Syrie) et de signer un traité infamant pour les Romains avec Philippe l’Arabe (r. 244-249) à la suite de la mort de Gordien III (r. 238-244).
Il semble toutefois qu’une partie de la légion soit restée à Zeugma jusqu’en 254 où on la retrouve sous le nom de Legio IV Scythica Valeriana Galliena . Le noyau de ses légionnaires fut transféré, vraisemblablement sous Dioclétien (284-305), vers Oresa (aujourd’hui Al-Taybah en Syrie), alors que la plus grande partie de la légion était dispersées dans les garnisons environnantes.
Selon la Selon la Notitia Dignitatum, recension rédigée vers 400, la légion existait encore au moment de la rédaction et était toujours stationnée à Oresa sous les ordres du dux Syriae.